# Сборная Бразилии по хоккею с шайбой
Сборная Бразилии по хоккею с шайбой (порт. Seleção Brasileira de Hóquei no Gelo) — национальная команда Бразилии по хоккею с шайбой.

## История
Бразилия присоединилась к МФХНЛ в 1984 году, но национальная команда до сих пор не участвовала ни в каких дивизионах чемпионатах мира.
Свою первую победу сборная Бразилии по хоккею одержала над второй сборной Мексики в рамках Панамериканского кубка 3 июня 2015 года со счетом 5:2
С 2024 года сборная участвует в Кубке развития IIHF.